# Vespa 150 TAP

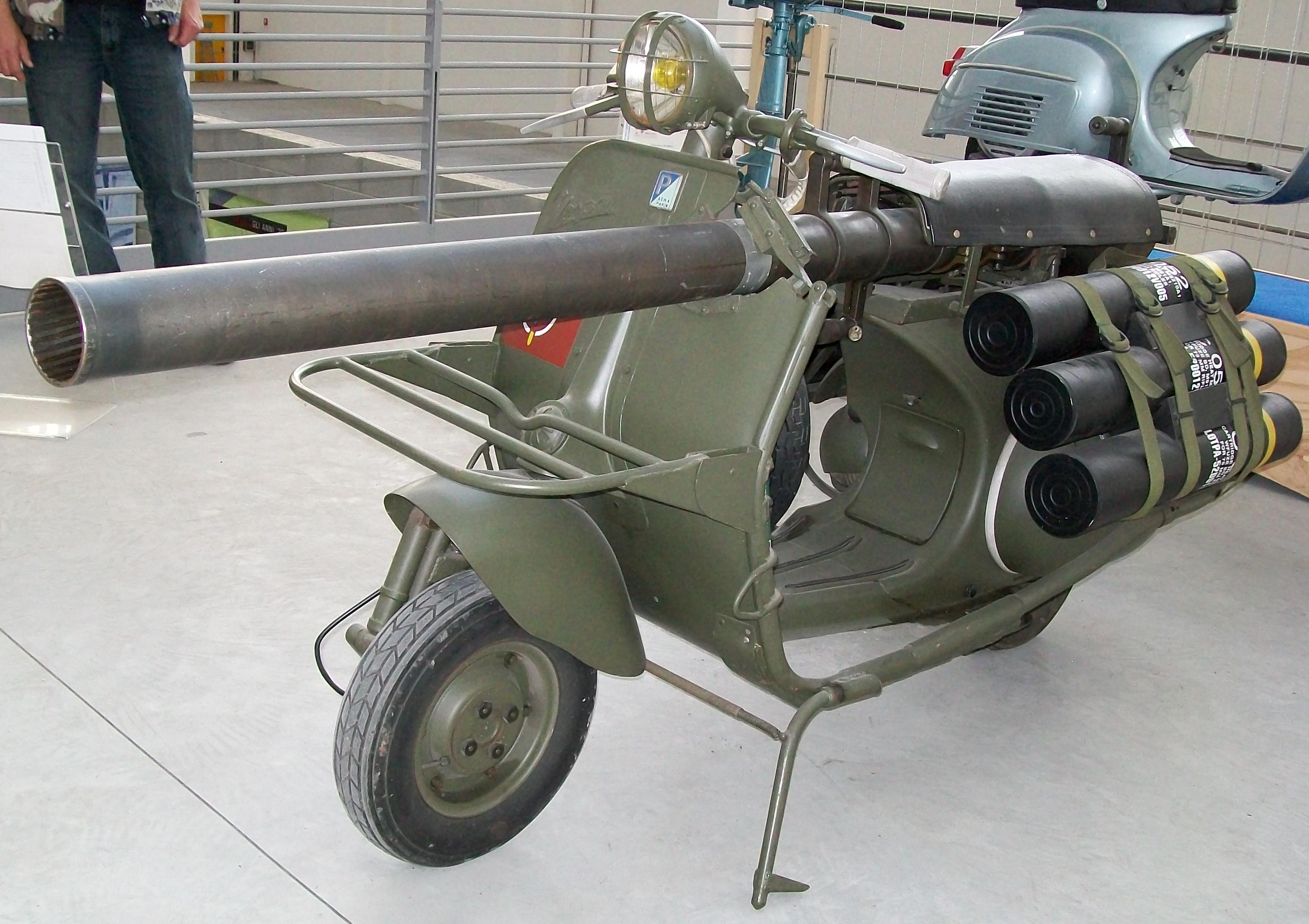
Vespa 150 TAP

Vespa 150 TAP – włoski skuter Vespa zmodyfikowany do transportu działa bezodrzutowego M20, używany przez francuskie wojska powietrznodesantowe (troupes aéroportées, TAP). Skuter był produkowany w latach 1956-1959 w zakładach Ateliers de Construction de Motocycles et Automobiles, w których także składano na licencji niemodyfikowane Vespy.
Skutery używane były tylko do przewożenia działa i jego trójnożnego statywu. Na samym skuterze nie zamontowano żadnych przyrządów celowniczych i broń miała być używana zasadniczo do strzelania z podstawy, ale w sytuacji awaryjnej możliwe było oddanie strzału bezpośrednio ze skutera.
Vespy zostały użyte bojowo w czasie wojny algierskiej, gdzie okazało się, że szczególnie w trudnym terenie niewielkie skutery były wyraźnie przeciążone masą działa i już po wojnie broń ta została wycofana z użycia. Niemniej w czasie wojny same skutery (po zdjęciu z nich działa) były bardzo popularnym środkiem transportu dla oficerów i podoficerów.

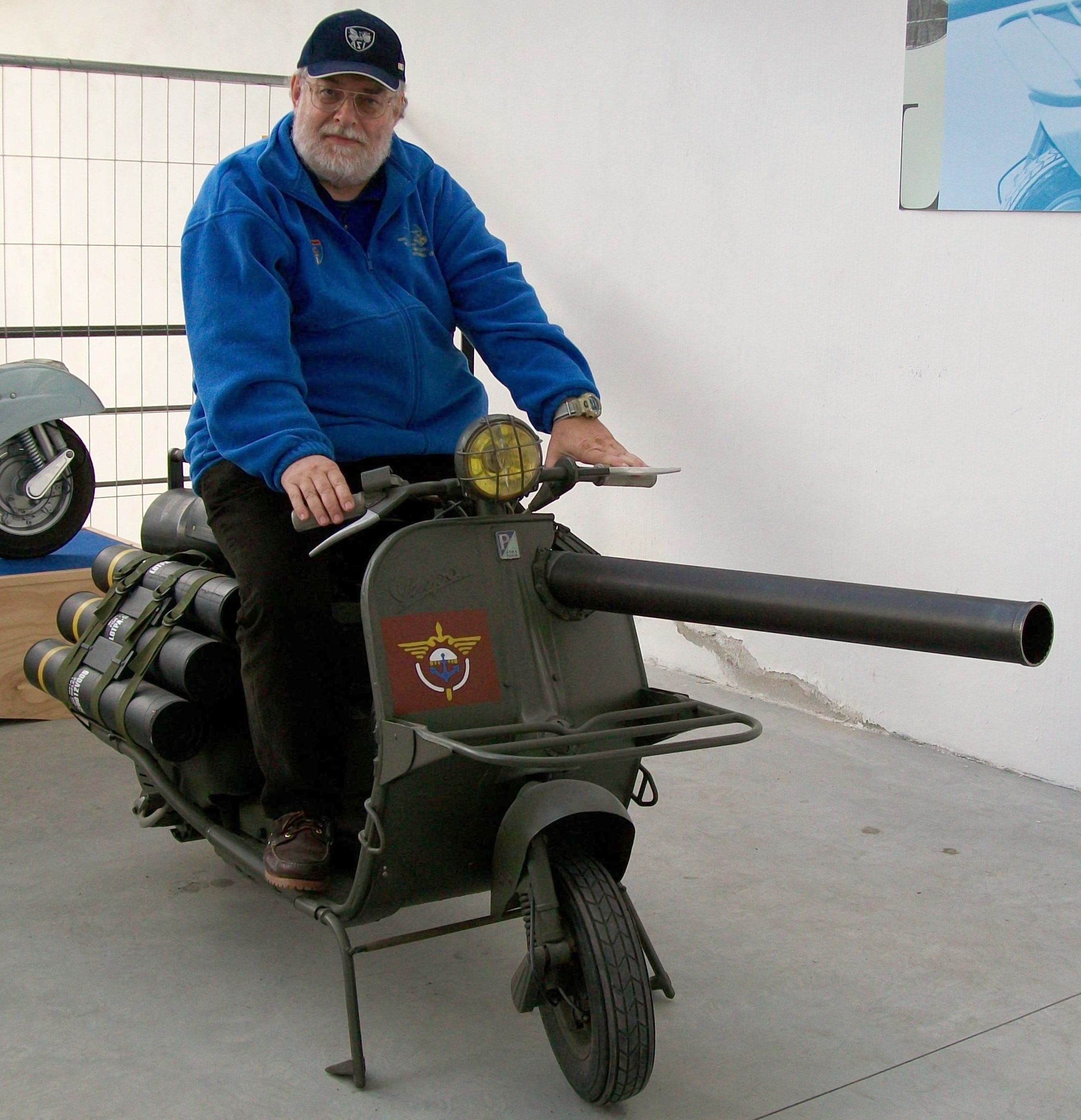
Vespa 150 TAP